# Volta a Ávila
A Volta a Ávila é uma competição ciclista amadora por etapas que se celebra na província espanhola de Ávila, durante o mês de julho e cuja última etapa consiste num circuito ao redor da Muralha de Ávila.

## Palmarés
| Ano       | Ganhador                 | Segundo                  | Terceiro                 |
| --------- | ------------------------ | ------------------------ | ------------------------ |
| 1948      | Eduardo Payá             | Esteban Casado           | Manuel Esteban Rofso     |
| 1949      | Federico Bahamontes      |                          |                          |
| 1950      | ?                        |                          |                          |
| 1951      | Federico Bahamontes      |                          |                          |
| 1952-1965 | ?                        |                          |                          |
| 1966      | Esteban Martín           | José María Errandonea    | Domingo Perurena         |
| 1967-1995 | ?                        |                          |                          |
| 1996      | Juan José de los Ángeles |                          |                          |
| 1997-1998 | ?                        |                          |                          |
| 1999      | Sergio Pérez Gómez       | Juan Manuel Gárate       | Alexis Rodríguez         |
| 2000      | Jose Marquez Granados    | J. Fernandez             | Jorge Ferrio             |
| 2001      | Não se disputou          |                          |                          |
| 2002      | Francisco Palacios       | Gerardo D. García        | Iván Uberuaga            |
| 2003      | Javier Ramírez Abeja     | Fernando Serrano         | Fernando Jiménez         |
| 2004      | Oleg Ruban               | Julio García Bravo       | Javier Sáez Jiménez      |
| 2005      | Carlos Andrés Ibáñez     | Javier Sáez Jiménez      | Andrés Cárdenas          |
| 2006      | Luis Amarán              | Óscar Laguna             | Egoitz Murgoitio         |
| 2007      | Marcos García            | Luis Amarán              | Jordi Fite               |
| 2008      | Ángel Vallejo            | Álvaro García Caballero  | Vladimir Shchekunov      |
| 2009      | Ibon Zugasti             | Oriol Colomé             | Jorge Martín Montenegro  |
| 2010      | Ángel Vallejo            | Oriol Colomé             | Ibon Zugasti             |
| 2011      | Moisés Dueñas            | José de Segovia          | Ángel Vallejo            |
| 2012      | Arkaitz Durán            | José Belda               | José de Segovia          |
| 2013      | José de Segovia          | Pedro Gregori            | Miguel Gómez Crespo      |
| 2014      | José de Segovia          | Piotr Brozyna            | Francisco Javier Cantero |
| 2015      | Miguel Gómez Crespo      | Pablo Guerrero           | Martín Lestido           |
| 2016      | Iván Martínez            | Wolfgang Miguel Burmann  | Iñaki Gozalbez           |
| 2017      | Alexander Grigoriev      | Miguel Ángel Ballesteros | Aser Estévez             |
| 2018      | Iván Martínez            | Anatoliy Budyak          | Gabriel Pons             |
| 2019      | Víctor Etxeberria        | Steven Calderón          | Carlos Gutiérrez Sánchez |

## Palmarés por países
| País     | Vitórias |
| -------- | -------- |
| Espanha  | 20       |
| Ucrânia  | 1        |
| Colômbia | 1        |
| Cuba     | 1        |